# Nasionnica jabłkówka
Nasionnica jabłkówka (Rhagoletis pomonella Walsh.) – owad z rodziny nasionnicowatych (Trypetidae).

## Charakterystyka

### Morfologia
Dorosłe owady długości ok. 5 mm, tak jak wszyscy przedstawiciele rodziny, mają za tułowiem, półkolistą tarczkę zachodzącą na odwłok oraz skrzydła z przydymionym charakterystycznym zygzakowaniem. U tego gatunku wspomniana tarczka jest biała, tułów w biało czarne pasy wzdłuż a na odwłoku białe paski w poprzek. Zygzakowanie na skrzydłach jest czarne. Ubarwienie jest formą mimikry batezjańskiej. Owad naśladuje  przednią część ciała pająków z rodziny skakunów (żeby zobaczyć podobieństwo należy patrzeć od strony głowy w kierunku odwłoka). 

### Rozwój
Postacie dorosłe występują od czerwca do września ze szczytem pojawu w sierpniu. Niechętnie latają i właściwie pozostają na swoim miejscu urodzenia. Do ich rozprzestrzenienia przyczyniają się gwałtowne wiatry oraz człowiek, zapewniając im przymusowy transport wraz z owocami lub zmuszając je do długich lotów zmianą ich dotychczasowego środowiska (np. wycinając drzewa żywicielskie). 
Dorosłe owady żywią się pyłkiem i nektarem różnych kwiatów, natomiast wylęgnięte z jaj larwy są groźnymi szkodnikami, żywią się miąższem owoców jabłoni, grusz, śliw, wiśni, derenia, śnieguliczki i innych. Samice składają jaja tuż pod skórką niedojrzałego owocu a wylęgnięte muchowate larwy, wyjadają wnętrze owocu, zanieczyszczając go i przyśpieszając jego dojrzewanie. Zwykle taki owoc spada nieco wcześniej niż  owoce nieopanowane przez larwy. W przypadku jabłek często zdarza się, że wnętrze owocu opanowuje larwa owocówki jabłkóweczki  natomiast miąższ larwa nasionnicy jabłkówki. Dojrzałe larwy wydostają się z owocu i w ziemi przekształca w poczwarki typu bobówka z których w następnym roku wydostają się postacie dorosłe. Larwę nasionnicy trudno dostrzec w owocu, ma kremowy kolor i niewielki rozmiar.

## Zwalczanie
Szkodnik jest trudny do zwalczania gdyż ma długi okres pojawu a larwy, żyjąc we wnętrzu jabłka są praktycznie odporne na środki ochrony roślin, jedynym wyjściem jest niszczenie całych zarażonych jabłek. Można liczyć na  biologiczne zwalczanie szkodników, gdyż larwy nasionnicy są często spasożytowane przez błonkówki z rodziny męczelkowatych (Braconidae): Utetes canaliculatus, Diachasmimorpha mellea oraz Diachasma alloeum.

## Występowanie
W Polsce nasionnica jabłkówka normalnie nie występuje, jedynie od czasu do czasu, pojawiała się przywieziona z transportem owoców. Takie transporty objęte są kontrolą fitosanitarną i kwarantanną.